# Mathias Ranégie
Mathias Ranégie (n. Göteborg, Suecia, 14 de junio de 1984) es un futbolista sueco. Juega de delantero y actualmente milita en el Watford Football Club en la Barclays Premier League.

## Clubes
| Club              | País         | Año           |
| ----------------- | ------------ | ------------- |
| Masthuggets BK    | Suecia       | 2001          |
| Levallois SC      | Francia      | 2001 - 2002   |
| Majorna BK        | Suecia       | 2005          |
| Lärje-Angereds IF | Suecia       | 2006          |
| IFK Göteborg      | Suecia       | 2007 - 2008   |
| Go Ahead Eagles   | Países Bajos | 2008          |
| BK Häcken         | Suecia       | 2009-2011     |
| Malmö FF          | Suecia       | 2011-2012     |
| Udinese           | Italia       | 2012-2014     |
| Watford           | Inglaterra   | 2014-presente |

## Selección nacional
Ha sido internacional con la Selección de fútbol de Suecia, ha jugado 3 partidos internacionales por dicho seleccionado y ha anotado solo 1 gol.